# 변정
변정(邊靖, ? - ?)은 조선 전기의 무신으로, 본관은 원주(原州)이다. 변상복(邊尙服)의 아들이고, 원종공신(元從功臣)에 녹훈된 좌군 총제(左軍摠制) 변이(邊頤)의 손자이며, 변안렬의 증손이다. 세조반정 대 좌익원종공신 3등(佐翼原從功臣三等)에 책록되었다.
부사정, 선전관, 종성부사를 역임하고 1475년(성종 6) 경상도수군절도사가 되었다가 1476년 파직되었다. 1479년 직첩을 돌려받고 서용되었으며 1480년 행 부호군, 1483년 경기도수군절도사, 이후 비변사 당상을 거쳐 1491년 경상우도수군절도사, 1492년 전라도수군절도사를 역임했다.

## 생애
행 부사정(行副司正)으로 재직 중 1455년(세조 1) 12월 27일 세조가 의정부에 전지하여 연창위 안맹담 등을 원종공신에 녹훈할 때 좌익원종공신 3등에 녹선되었다. 1463년(세조 9) 전국에 도적이 출물하자 경기도관찰사 김종순의 명으로 선전관(宣傳官)으로 경기더의 양주(楊州)·광주(廣州)·양근(楊根)·지평(砥平)·천녕(川寧), 강원도(江原道)의 원주(原州)·횡성(橫城)·홍천(洪川) 등지에 파견되어 도적을 수색하였다.
1471년(성종 2) 7월 7일 종성 부사(鍾城府使)로 재직 중 조성에 소환되어 임금 앞에서 《대전(大典)》을 강(講)하게 하였는데 통하지 못하자, 여러개의 지방 수령을 역임하여 지방수령으로는 적임자라는 승정원도승지 정효상(鄭孝常)의 변호에도 불구하고 면직되었다. 1475년(성종 6) 경상도수군절도사(慶尙道水軍節度使)로 부임하였다. 그해 5월  함안(咸安)의 관노 윤자평(尹自平) 등 8인이 함께 배를 타고 바다로 내려 갔다가 해적을 만나서 5명이 죽고, 3명만이 살아 돌아왔으나 아무런 보고가 없자, 이를 조정에 보고하여 생존자들을 국문하게 했다. 1476년(성종 7) 12월 사량 만호(蛇梁萬戶)가 감사(監司)의 차임(差任)을 받아 다른 곳으로 갔는데, 선군(船軍) 50명이 번(番)을 교체 하느라고 바다를 건너다가 풍파를 만나 물에 빠져 익사한 사실을 보고했는데, 성종은 사건경위를 조사하면서 그도 국문하였다. 곧 파직되었다가 1479년(성종 10) 1월 26일 왕명으로 이조(吏曹)에서 직첩을 돌려받고, 서용(敍用)의 명을 받았다.
1480년(성종 11) 가선대부 행 부호군(副護軍)이 되고, 1482년(성종 13) 겨울 왕궁에서 실시한  무신(武臣)의 활쏘기 시험에서 많이 맞추어 표피(豹皮)와 궁전(弓箭)을 성종에게 하사받았다. 이듬해 가선 대부(嘉善大夫) 경기수군절도사(京畿水軍節度使)로 부임하였다. 1490년(성종 21)에는 비변사 당상으로 오랑캐 처리 문제 등 조정의 논의에 참여하였다. 1491년 가선 대부 경상우도수군절도사(慶尙右道水軍節度使), 이듬해 전라도수군절도사로 부임했다가 1492년(성종 23) 12월 질병으로 직무를 수행할 수 없다 하여 병조의 해임 건의로 체직되었다.

## 가족 관계
- 증조부 : 변안렬(邊安烈, 1334년 ~ 1390년)
- 증조모 : 진한국부인(辰韓國夫人) 원주 원씨(原州 元氏)
- 조부 : 변이(左軍摠制 邉頤, 1360년 ∼ 1439년)
- 조모 : 이달존(李達尊)의 딸
- 조모 : 의령남씨, 남좌시(南佐時)의 딸
  - 이복 백부 : 변상회(邉尙會, 1399년~1485년)
- 아버지 : 변상복(邊尙服, ? ∼ 1455년 5월 6일)
- 어머니 : 덕천옹주?
  - 형 : 변견(邉堅, ? 9월 10일 ~ 1523년 7월 27일)
  - 형 : 변후(邉厚)
  - 누이 : 전의 이씨 이수봉(李秀蓬)에게 출가
    - 외조카 : 이경식(李景植)
    - 외조카 : 이중식(李仲植)
    - 외조카 : 이장식(李長植)
    - 외조카딸 : 참판 안동 권경희(權景禧)의 후처
    - 외조카 : 이원식(李元植)

  - 누이 : 김여진(金麗珍)에게 출가
- 부인 : 순흥 안씨, 안치(安埴)의 딸
  - 사위 : 윤팽손
  - 사위 : 유질(柳?)
  - 사위 : 원계정(元繼貞)
  - 아들 : 변극문(邊克文)
  - 아들 : 변극곤
  - 며느리 : 밀양박씨
- 첩 : 이름 미상
  - 서자 : 변극무
  - 서며느리 : 능성구씨, 구문연의 서녀
- 장인 : 안치(安埴)
  - 처조부 : 안처(安處)
  - 처조모 : 개성왕씨, 영창군 왕유(永昌君 王瑜, 1369년 4월 사망)의 딸, 익양후의 아들 보성군 왕희(寶城君 王熙)의 손녀

## 같이 보기
- 변상복
- 덕천옹주
- 변안렬
- 권경희
- 정종

## 참고 문헌
- 세조실록
- 성종실록